# رویا رحمانی
رؤیا رحمانی (زاده مه ۱۹۷۸) یک دیپلمات افغان است که به عنوان اولین سفیر زن افغانستان در ایالات متحده آمریکا و سفیر آکردیته در مکزیک، آرژانتین، کلمبیا و جمهوری دومینیکن از دسامبر ۲۰۱۸ تا ژوئیه ۲۰۲۱ خدمت کرده‌است.
او از سال ۲۰۱۶ تا ۲۰۱۸ به عنوان اولین سفیر زن افغانستان در اندونزی، اولین سفیر در انجمن کشورهای جنوب شرق آسیا و سفیر آکردیته در سنگاپور خدمت کرد.
او پیش از این در وزارت معارف افغانستان به عنوان مشاور برنامه‌ریزی و ارزیابی کار می‌کرد. او بعداً به وزارت امور خارجه افغانستان پیوست، ابتدا به عنوان مشاور ارشد معاون وزیر امور خارجه، سپس به عنوان مدیر کل ابتکارات همکاری منطقه ای منصوب شد. قبل از ورود به دولت، او برای چندین سازمان غیرانتفاعی کار می‌کرد که عمدتاً بر حقوق زنان و آموزش فعالیت داشتند. او مدرک لیسانس مهندسی نرم‌افزار را از دانشگاه مک گیل در سال ۲۰۰۳ و مدرک کارشناسی ارشد در مدیریت دولتی و حقوق بین‌الملل را در دانشگاه کلمبیا به سال ۲۰۰۹ دریافت کرد. رحمانی متأهل و دارای یک دختر است که به سال ۱۳۹۳ شمسی به دنیا آمده‌است. دین او اسلام است.

## سنین جوانی و تحصیل
رحمانی در سال ۱۹۷۸ در کابل به دنیا آمد، یک سال قبل از حمله نیروهای شوروی به افغانستان. پس از خروج شوروی در سال ۱۹۸۹, کشور افغانستان وارد جنگ داخلی شد. به دلیل اصابت موشک‌ها به شهر، مدرسه او برای ماه‌ها تعطیل بود. در سال ۱۹۹۳، خانواده او به پاکستان مهاجرت کردند. او در خاطراتش از این دوران می‌نویسد: «از دهه ۹۰، قحطی و خشکسالی بود، و در طول جنگ داخلی ۱۹۹۲–۱۹۹۶، ما به معنای واقعی کلمه از خانه‌هایمان رانده شدیم. یادم می‌آید خانواده‌مان همدیگر را در آغوش می‌گرفتند و فکر می‌کردند این آخرین شب زندگی ما خواهد بود.»
زمانی که در پیشاور بود، به مدرسه‌ای رفت که توسط عربستان سعودی برای پناهندگان تأمین می‌شد، و بعداً به خاطر می‌آورد که به دلیل ازدحام بیش از حد، یک سال تحصیلی کامل در پشت بام درس خوانده‌است. رحمانی در مورد تجربیات خود گفت: «به عنوان یک زن افغان، خیلی زود، مانند بقیه همگروهانم، یادگرفتیم که باید تلاش کنی تا از آنچه که داری بهترین بهره را ببری.» رحمانی در سال ۱۹۹۸ به کابل بازگشت، اما به‌توجه به اجبار طالبان، به جای پوشیدن برقع، از ترک خانه خودداری کرد. او در سال ۱۹۹۹ بورسیه ای از خدمات دانشگاه جهانی کانادا دریافت کرد و به دانشگاه مک گیل رفت و در آنجا مدرک لیسانس خود را در رشته مهندسی نرم‌افزار دریافت کرد. رحمانی پس از فارغ‌التحصیلی در سال ۲۰۰۴ به افغانستان بازگشت و برای سازمان‌های غیرانتفاعی مختلفی کار کرد و در نهایت تصمیم گرفت تمرکز شغلی خود را تغییر دهد و به تحصیل بازگردد. او در سال ۲۰۰۹ مدرک کارشناسی ارشد خود را در رشته مدیریت دولتی و حقوق بین‌الملل در دانشگاه کلمبیا در نیویورک دریافت کرد. او یک کارشناس در برنامه فولبرایتشناخته می‌شود.

## حرفه

### سازمان‌های غیرانتفاعی
رحمانی پس از فارغ‌التحصیلی با مدرک لیسانس خود در سال ۲۰۰۴، به افغانستان بازگشت و برای چندین سازمان غیرانتفاعی کانادایی با تمرکز بر حقوق بشر، توانمندسازی زنان و آموزش کار کرد. او همچنین به‌عنوان کارشناس موضوعی با مرکز آموزش نیروهای مشترک ناتو، و مشاور وزارت آموزش و پرورش نیویورک، مشاور دبیرخانه سازمان ملل متحد در نیویورک، مشاور وزارت تجارت و امور بین‌الملل کانادا کارهایی را عهده‌دار شد. در این مدت رحمانی روی سند ازدواج در افغانستان کار کرد که حقوق عادلانه را برای خانواده تضمین می‌کرد و به جمع‌آوری داده‌ها در سطح ملی کمک می‌کرد. او در سال ۲۰۰۷ جایزه بهترین فعال حقوق بشر را از کمیسیون مستقل حقوق بشر افغانستان به خاطر کارش بر روی این سند دریافت کرد.

### کار دولتی
رحمانی ابتدا در وزارت معارف و سپس به عنوان مشاور ارشد معاون وزیر امور خارجه در سال ۲۰۱۱ به دولت افغانستان پیوست. وی از سال ۲۰۱۲ تا ۲۰۱۶ به عنوان مدیر کل همکاری‌های منطقه ای وزارت امور خارجه افغانستان شروع به فعالیت کرد. در این پست، او ابتکارات همکاری منطقه‌ای مهمی مانند فرایند قلب آسیا-استانبول را آغاز و ترویج کرد.

#### سفیر اندونزی
از ژوئن ۲۰۱۶ تا دسامبر ۲۰۱۸، رحمانی به عنوان اولین سفیر زن افغانستان در اندونزی، سفیر غیر مقیم در سنگاپور، و اولین سفیر در انجمن کشورهای جنوب شرق آسیا خدمت کرد. او دومین زنی بود که توسط رئیس‌جمهور اشرف غنی به عنوان سفیر منصوب شد. این انتصاب بابت شعار اشرف غنی در خصوص قول انتخاباتی او برای پست‌های بیشتر به زنان صورت گرفت. او گفت که زنان مسلمان می‌توانند روایتی از یک «مسلمان پویا» باشند و ثابت کنند که دین اسلام یک نیروی ثابت نیست.

#### سفیر در ایالات متحده آمریکا
در ۱۴ دسامبر ۲۰۱۸، رحمانی از سوی رئیس‌جمهور غنی به عنوان سفیر در ایالات متحده منصوب شد که اولین زنی بود که این سمت را به دست آورد. او درست زمانی که رئیس‌جمهور ترامپ اعلام کرد قصد دارد نیروهایش را از کشور افغانستان خارج کند، این سمت را بر عهده گرفت. او گفت: «با زنان مانند یک اقلیت رفتار شده‌است، اما آنها اقلیت نیستند. زنان و جوانان با هم در واقع اکثریت هستند و حاضر نیستند از حقوق خود چشم پوشی کنند. آنها حاضر نیستند حقوق انسانی خود را زیر پا بگذارند و به روزگار گذشته بازگردند.» او جایگزین حمدالله محب شد که سه ماه پیش از آن استعفا داده بود تا مشاور امنیت ملی شود. رحمانی همچنین به عنوان سفیر غیر مقیم افغانستان در مکزیک، آرژانتین، کلمبیا و جمهوری دومینیکن خدمت کرد.

### باورها و فعالیت‌ها

#### حقوق زنان
رحمانی چندین سال را در سازمان‌های غیرانتفاعی که بر حقوق زنان و آموزش متمرکز بودند کار کرد. در این زمان، کار او به ویژه بر اصلاح قانون خانواده در زمینه مسلمانان متمرکز بود. او ضمن خدمت به عنوان سفیر در اندونزی، در افتتاحیه کنگره علمای زن اندونزی نیز شرکت کرد. پس از سفیر شدن در ایالات متحده، او به دفاع از حقوق زنان، به ویژه نقش زنان در روند صلح ادامه داد. او به‌طور مداوم این گفته را که یک توافق صلح که نیمی از جمعیت را نادیده می‌گیرد، کارساز نخواهد بود، در مجالس متفاوتی می‌گوید. او استدلال می‌کند که نقش اساسی زنان در روند صلح باعث می‌شود که حقوق زنان نه تنها یک موضوع اخلاقی، بلکه یک موضوع امنیت ملی باشد.

#### روند صلح
رحمانی در ماه می ۲۰۱۹ پس از اینکه زلمی خلیل زاد سفیر آمریکا در گفتگوهای مستقیم با طالبان شرکت کرد، از دولت ترامپ انتقاد کرد و گفت: «آنها دولت ما نیستند، آنها نمایندگان ما نیستند» او تأکید کرد که خواهان پایان دادن به این مذاکرات است. مجله تایم از رحمانی به عنوان «یک مدافع سرسخت صلح در شرایط افغانستان» یاد کرد. او بارها در مورد نیاز طالبان به تعامل مستقیم با جامعه و دولت افغانستان در صورت تبدیل شدن به بخشی از آن صحبت کرده‌است. به گفته رحمانی، «اگر طالبان خواهان صلح هستند، باید با دولت بنشینند.»

## جوایز و تقدیرنامه‌ها
- در سال ۲۰۰۷، رحمانی جایزه بهترین فعال حقوق بشر را از سوی کمیسیون مستقل حقوق بشر افغانستان به دلیل کارش بر روی سند ازدواج که حقوق عادلانه را برای خانواده تضمین می‌کند و به جمع‌آوری داده‌ها در سطح ملی کمک می‌کند، دریافت کرد.[۳۵]
- در سال ۲۰۱۷، کار او در اندونزی باعث شد که توسط تاتلر اندونزی به عنوان «سفیر مردم» انتخاب شود.[۳۶]
- در سال ۲۰۱۹، او در فهرست «۱۰۰زن» مجله تایم قرار گرفت، زیرا او «حامی سرسخت صلح در شرایط افغانستان» بود.[۳۷]
- در سال ۲۰۱۹، او به دلیل تلاش‌هایش برای ایجاد یک روند صلح فراگیر از سوی اتحاد برای ایجاد صلح به رسمیت شناخته شد.[۳۸]

## جنجال‌ها
آژانس خبری پژواک با انتشار یک سلسله گزارش‌های رسانه ای، اتهاماتی را علیه رحمانی از جمله در مورد پروژه ساختمانی در سفارت دی سی منتشر کرده‌است. وزارت امور خارجه افغانستان با پرداختن به اتهامات خاص پژواک، ادعای آنان را به‌طور کامل رد کرد.
رحمانی با انتشار مقاله ای از طریق پلتفرم رسانه ای افغانستان ۸ صبح، این اتهامات را رد کرد و خواستار تحقیقات کامل شد. او در این مقاله گفت که گزارش پژواک مغرضانه است، نتیجه‌گیری آنها با اسنادی که منتشر کرده بودند در تضاد با هم هستند و برای تخریب شخص او به دلیل زن بودن منتشر شده‌است. او همچنین مدعی شد که حملات مکرر بی اساس از سوی خبرگزاری‌های محلی را تحمل می‌کند.

## انتشارات
| تاریخ           | عنوان | منبع              |
| --------------- | --- | ----------------- |
| ۵ ژوئن ۲۰۱۰     | "Condemning Weapon Shows won't stop wars"                                                                   | شهروند اتاوا      |
| ۱ مه ۲۰۱۲       | "Donors, beneficiaries, or NGOs: whose needs come first? A dilemma in Afghanistan"                          | مجله توسعه در عمل |
| ۲۱ ژوئیه ۲۰۱۹   | "Pakistan can benefit from a stable and thriving Afghanistan"                                               | سی ان ان          |
| ۲۷ سپتامبر ۲۰۱۹ | "Amb. Roya Rahmani: Elections in Afghanistan are critical -- They need US support on the path toward peace" | فاکس نیوز         |
| ۱۶ مه ۲۰۲۰      | “Afghanistan’s two wars: terrorism and the coronavirus”                                                     | تپه               |
| ژوئیه ۲۰۲۰      | "هتک حرمت زیر نام آزادی بیان" Translation: "Freedom of Expression or Attack on Dignity"                     | ۸ صبح             |
| ۱۰ اوت ۲۰۲۰     | “Afghan Women Should Be the Centerpiece of the Peace Process”                                               | سیاست خارجی       |
| ۱۱ سپتامبر ۲۰۲۰ | “After the terror of Sept. 11, Sept. 12 is about progress and hope for Afghanistan”                         | واشینگتن اگزمینر  |
| ۲۶ ژانویه ۲۰۲۱  | "Afghanistan’s ambassador: The U.S. must help us build peace for generations to come"                       | واشینگتن پست      |
| فوریه ۲۰۲۱      | "A new lens: Economic diplomacy in Afghanistan"                                                             | مجله سفیر جهانی   |